# Волда
Волда (норв. Volda) — коммуна в губернии Мёре-ог-Ромсдал в Норвегии. Административный центр коммуны — город Волда. Официальный язык коммуны — нюнорск. Население коммуны на 2008 год составляло 8406 чел. Площадь коммуны Волда — 547,3 км², код-идентификатор — 1519.

## Население
Население коммуны за последние 60 лет.

Статистика коммуны Волда

## Известные уроженцы, жители
Ристе, Олаф (1933-2015) —  норвежский историк.